# مخطط العقل
مخطط العقل، هو مايكروسوفت ويندوز التي يستند إلى برنامج رسم خرائط العقل التي تم تطويره بواسطة نظام سمتيك، وتتيح للمستخدمين إنشاء الخرائط الذهنية ، خرائط المفاهيم ، المخططات الإنسيابة ، المخططات التنظيمية ، الخرائط العملية ، مخططات جانت ، الرسوم البيانية ايشيكاوا ، ومجموعة متنوعة من الرسوم البيانية لتبادل الأفكار. تقدم مخطط العقل التكامل مع دعم مايكروسوفت اوفيس و يونيكود .
يجمع برنامج مخطط العقل الجديد بين أداة رسم الخرائط المرئية المتعددة الاستخدامات مع سهولة استخدام المخطط ورؤية شاملة للوحة القيادة، مما يخلق أداة مرئية مثالية لمساعدة المستخدمين على تحقيق الأهداف وإدارة الجداول الزمنية. لوحة القيادة هي عرض شامل للأنشطة الماضية والحالية والمستقبلية. الخريطة المرئية هي مشروع مخطط يسهل التفكير والتعاون. المخطط هو أداة لإدارة الوقت التي تعززفي تنفيذ المشروع. وقد تم تطوير مخطط العقل كأداة داخلية للمساعدة في مشاريع المحاكاة الصناعية لـ نظام السيمتك لأول مرة في عام 1997.[بحاجة لمصدر]
يضيف الإصدار الأخيرعرضًا منقسمًا للخريطة الذهنية والمخطط. يتزامن المخطط مع تقويم جوجل للراحة.و أيضًا، تساعد الشريط المخطط الجديدة للمستخدمين على إنشاء خريطة رئيسية بسهولة وتتكون من خريطة الرؤية وخريطة خطة الحياة وخريطة الخطة السنوية لإدارة الأهداف وتنفيذها بشكل واضح.[بحاجة لمصدر]

## تاريخ الإصدار
- 1997: مايند مابر 1.0
- 1999: مايند مابر 2.0
- 2001: مايند مابر 3.0
- 2004: مايند مابر 4.0
- 2006: مايند مابر 5.0
- سبتمبر 2007: مايند مابر 2008
- فبراير 2009: مايند مابر 2009
- سبتمبر 2011: مايند مابر 12
- سبتمبر 2011: مايند مابر موبايل لنظام Android
- أكتوبر 2012: مايند مابر لنظام التشغيل iOS
- أبريل 2014: مايند مابر 14
- كانون الأول (ديسمبر) 2015: مايند مابر 16: خريطة ذهنية ومخطط ولوحة تحكم
- كانون الثاني (يناير) 2016: مايند مابر موبايل لنظام iOS مع بلانر
- يونيو .2017: مايند مابر 17: خريطة ذهنية ومخطط ولوحة تحكم

## روابط خارجية
- الموقع الرسمي